# Nathan H. Lents
Nathan H. Lents es un científico, autor y profesor universitario estadounidense. Ha estado en la facultad de John Jay College desde 2006 y actualmente es el director del programa de Biología Celular y Molecular. Fue director del programa de excelencia y del programa del campus Macaulay Honors College. Lents se destaca por su trabajo en biología celular, genética y ciencia forense, así como por sus escritos de divulgación científica y blogs sobre la evolución de la biología y el comportamiento humanos. Lents también es miembro del profesorado visitante de la Universidad de Lincoln en el Reino Unido y miembro del Comité de Investigación Escéptica.

## Trayectoria
Lents nació y creció en Decatur, Illinois y se graduó de la escuela secundaria St. Teresa. Luego asistió a la Universidad de Saint Louis y se graduó summa cum laude con una licenciatura en biología.
Lents se trasladó a la Facultad de Medicina de la Universidad de Saint Louis para realizar su trabajo de doctorado y se graduó con un doctorado en Ciencias Farmacológicas y Fisiológicas en 2004.  Completó su formación postdoctoral en genómica del cáncer en el Centro Médico de la Universidad de Nueva York bajo la dirección de Brian David Dynlacht. Luego se unió al cuerpo docente de ciencias forenses en el  y al cuerpo docente doctoral de bioquímica en el CUNY Graduate Center.
En 2011, Lents fue ascendido a Profesor Asociado con permanencia y alcanzó el rango de profesor titular en el John Jay College en 2016, en su décimo año en el cuerpo docente.
Lents ha publicado artículos en revistas y diarios, incluidos Skeptic Magazine, The Wall Street Journal, The Observer, Psychology Today, y The Chronicle of Higher Education. Contribuye regularmente con módulos para el proyecto de educación científica Visionlearning. También mantiene The Human Evolution Blog y es autor de la mayor parte de su contenido. Escribe en un blog para Psychology Today bajo el lema Beastly Behavior: How Evolution Shaped Our Minds and Bodies.
Lents es el presentador y productor ejecutivo del podcast This World of Humans, una colaboración con el proyecto Visionlearning, que se centra en nuevas investigaciones en el área de la biología y las ciencias sociales.
En 2019, Lents fue presentador destacado en CSICon, hablando sobre "Human Errors: What Our Quirks Tell Us about Our Past" (Errores humanos: lo que nuestras peculiaridades nos dicen sobre nuestro pasado).
Desde 2022, Lents es miembro del Comité de Investigación Escéptica.
Lents ha aparecido en televisión, radio y artículos de noticias comentando sobre ciencia forense, evolución humana y otros temas científicos. Sus apariciones en televisión han incluido The Today Show, 48 Hours, The Whole Story with Anderson Cooper (CNN), Access Hollywood, The Brian Lehrer Show, BBC World Service Television, y Al Jazeera.
El trabajo de Lents ha sido citado por varias publicaciones, incluidas Associated Press, Vice, The New York Times, Scientific American y otras. Su blog ha sido citado por USA Today, Daily Mirror, Daily Mail, The Daily Telegraph, New York Magazine, New York Post, IFL Science, People Magazine y fue mencionado en Live with Kelly and Ryan.
Lents y su esposo Oscar viven en Queens y tienen dos hijos. En un artículo de abril de 2020 para Psychology Today, Lents relató su batalla personal con COVID-19.

## Investigación
En la década de 1990, mientras estudiaba en la Universidad de Saint Louis, Lents realizó investigaciones con el director del Departamento de Biología, Robert I. Bolla, sobre las interacciones bioquímicas entre las plantas de soja y el nematodo del quiste de la soja, una de las principales causas de la pérdida de cosechas de soja en Estados Unidos. En concreto, descubrió que el conjunto de genes CF-9 estaba correlacionado con la resistencia a los nematodos en las cepas de soja.
Durante este mismo período, Lents también trabajó en la división de investigación sobre fermentación del gigante agroindustrial Archer Daniels Midland, realizando investigaciones de microbiología básica sobre la bacteria del suelo Corynebacterium glutamicum, que se utiliza en la producción de aminoácidos para aditivos alimentarios. En concreto, trabajó en la producción de lisina, producto que fue objeto de una conspiración mundial de fijación de precios. ADM se declaró culpable de violaciones antimonopolio y se vio obligada a pagar 100 millones de dólares, la multa antimonopolio más grande en la historia de Estados Unidos.
Desde el año 2000, Lents ha publicado informes de investigación en el ámbito de la biología celular y del cáncer, la genética, las ciencias forenses, así como de la enseñanza y el aprendizaje de las ciencias, en particular la evolución. Lents ha recibido financiación de los Institutos Nacionales de Salud, la Fundación Nacional de Ciencias, la Fundación Susan G. Komen contra el Cáncer de Mama y el Departamento de Educación de EE. UU. Sus primeros trabajos se centraron en el ciclo celular y la biología del cáncer, especialmente en la transición de la fase G1 a la fase S. Específicamente, Lents y sus colegas demostraron que la activación de la cascada de MAP quinasa es necesaria y suficiente para un paso clave de fosforilación en la activación de la quinasa 2 dependiente de ciclina, una enzima importante del ciclo celular. Además, como estudiante de doctorado, Lents desarrolló un enfoque innovador de "mutación inversa" para descubrir sitios clave de fosforilación en la proteína del retinoblastoma, uno de los supresores de tumores más importantes.
En 2008, Lents descubrió una nueva variante de empalme (splice variant) para el oncogén Mdm2 que se induce mediante el tratamiento con quimioterapias anticancerígenas que dañan el ADN. Posteriormente, su laboratorio descubrió nuevas conexiones genéticas entre la vitamina D, el factor de transcripción MZF1 y la familia de genes CCN. Este trabajo ha llevado a Lents y a otros a abogar por la exploración de la utilidad de la vitamina D como un posible potenciador para tratamientos contra el cáncer.
Lents también ha publicado investigaciones en el área de biología forense y toxicología. Su laboratorio fue uno de los primeros en observar que los suplementos de zinc pueden ser eficaces para enmascarar la presencia de determinados metabolitos de drogas durante las pruebas rutinarias de detección de drogas. En 2016, publicó un trabajo sobre el microbioma de la piel de cadáveres humanos en descomposición. También desarrolló y patentó un método forense basado en ADN para la identificación de especies de restos vegetales.
Más recientemente, Lents ha centrado su investigación en la genética evolutiva de la singularidad humana. Su laboratorio descubrió recientemente un conjunto de genes de microARN en el cromosoma 21 humano que no se comparten con otros simios y que parecen haberse originado ex novo mediante reorganizaciones genómicas.

## Obra
En 2016, Lents publicó su primer libro, Not So Different: Finding Human Nature in Animals (No tan diferentes: Encontrando la naturaleza humana en los animales) con Columbia University Press . El libro ha recibido críticas favorables de Publishers Weekly, The Quarterly Review of Biology, Psychology Today entre otros. Lents dice "... al explorar por qué los animales se comportan como lo hacen, aprendemos mucho sobre nosotros mismos". Dice que el libro trata sobre nosotros, solo finge tratar sobre animales. Lents dijo que su objetivo, al escribir este libro, era: "desmentir dos grandes conceptos erróneos: que la evolución produce perfección o algo parecido, y que los humanos son la cúspide de la evolución".
En 2018, Houghton Mifflin Harcourt publicó su segundo libro, Human Errors: A Panorama of Our Glitches, from Pointless Bones to Broken Genes (Errores humanos: un panorama de nuestros fallos, desde huesos sin sentido hasta genes rotos), que fue incluido por Publishers Weekly como un "gran título" para la primavera de 2018 en la categoría de ciencia. En este libro, Lents explica que los humanos ya no necesitamos depender de la capacidad física del cuerpo porque aprendimos a resolver los desafíos de la vida usando nuestro cerebro para inventar herramientas y nuestras capacidades sociales para permitir la división del trabajo y la cooperación.Humans Errors recibió muchas críticas favorables y se incluyó en las listas de lecturas recomendadas de verano en The Wall Street Journal, Discover Magazine, EndPoints, Financial Times y fue "Libro del mes" en agosto de 2018 en Geographical Magazine.

### Crítica del diseño inteligente
El libro de Lents, Human Errors, provocó muchas críticas por parte de los partidarios del diseño inteligente . Aunque el libro estaba destinado a un público que aceptaba el consenso científico sobre la evolución, sí sostiene que las peculiaridades de la evolución, no un diseñador inteligente, son las que explican los defectos del cuerpo humano. Lents saltó a la fama como defensor de la ciencia evolutiva, especialmente en el contexto de la educación y la política en Estados Unidos. Como parte de este debate, Lents y algunos colegas deconstruyeron y refutaron un libro popular sobre diseño inteligente, Darwin Devolves: The New Science About DNA That Challenges Evolution, escrito por el creacionista y bioquímico Michael Behe. Según Lents, el ejercicio brindó la oportunidad de aclarar cómo funciona realmente la evolución y "hasta qué punto el sesgo puede afectar la interpretación de la evidencia". Una versión de esta crítica fue publicada en la revista Science. Los defensores del Diseño Inteligente reaccionaron con una avalancha de artículos negativos, pero Lents respondió a sus argumentos y ataques personales manteniendo la discusión centrada en la ciencia.